# A音化
A音化（俄語： [ˈakənʲjɪ]，斯洛維尼亞語： [ˈaːkanjɛ]）是一種斯拉夫語的語音變化，表現為音位/o/或/e/發生元音弱化而接近[a]。